# 기독교 전통
기독교 전통(Christian tradition)은 기독교와 연관된 신앙과 관습을 구성하는 전통의 모음이다. 이 교회 전통들은 관습이나 신앙의 본질에서 또 의문을 갖는 집단에서는 권위가 다소 떨어진다.
많은 교회는 시간이 지남에 따라 예배와 의식에서 특별한 패턴으로 전통적인 패턴을 가지게 되었다.

## 교파들
가톨릭 교회와 동방 정교회에서는 "교회 전통"이 아닌 성전 (신학)이 공식 교리로 여겨지며 성경과 동등한 권위를 갖는다. 보수적인 개신교인들 중에서도 성경 자체가 유일한 최종 권위 (오직 성경와 성경 우선 )이지만 전통은 여전히 중요한 지지 역할을 한다. 세 그룹은 일반적으로 삼위 일체 교리에 관한 전통적인 발전을 받아 들여 그 전통에 입각한 정통과 이단의 경계를 정한다. 그들은 또한 성서적 가르침에 대한 이해를 요약하고 발전시킨 신조와 신앙고백서를 발전시켰다.

## 같이 보기
- 수난극

## 참고 문헌
- Baum, Wilhelm; Winkler, Dietmar W. (2003). 《The Church of the East: A Concise History》. London-New York: Routledge-Curzon.
- Hotchkiss, Gregory K. The Middle Way: Reflections on Scripture and Tradition, in series, Reformed Episcopal Pamphlets, no. 3. Media, Penn.: Reformed Episcopal Publication Society, 1985. 27 p. N.B.: Place of publication also given as Philadelphia, Penn.; the approach to the issue is from an evangelical Anglican (Reformed Episcopal Church) orientation. Without ISBN